# Hochalmspitze
Hochalmspitze je nejvyšší hora masivu Ankogelgruppe v rakouských Vysokých Taurách, vzdálená 48 km VJV od Grossglockneru, nejvyšší hory Rakouska (3798 m n. m.). Stejně jako většina hor Vysokých Taur je tvořena žulou. Na východní a jižní straně se rozkládají ledovce.

## Přístup
Prvovýstup vykonali 30. srpna 1855 Andreas Pucher, Josef Moritz a Jakob Haman; dříve se uváděl jako první výstup Paula Grohmanna z roku 1859.
Normální trasa vede od vodní nádrže Gößkarspeicher (1707 m n. m.) přes chatu Gießenerhütte (2202 m n. m.), kde je možno přespat. Odtud přes jihovýchodní hřeben po částečně zajištěné cestě "Rudolstädter weg" (obtížnost UIAA I). Další cesta vede také od chaty Gießenerhütte (2202 m n. m.), přes Lassacher Winkelscharte (2 856 m n. m.), což je skalní zářez do hřebenu Detmolder grat, a odtud po hřebeni (obtížnost UIAA II+) až na vrchol, kde se tyčí asi 3 metry vysoký kovový kříž.

## Externí odkazy

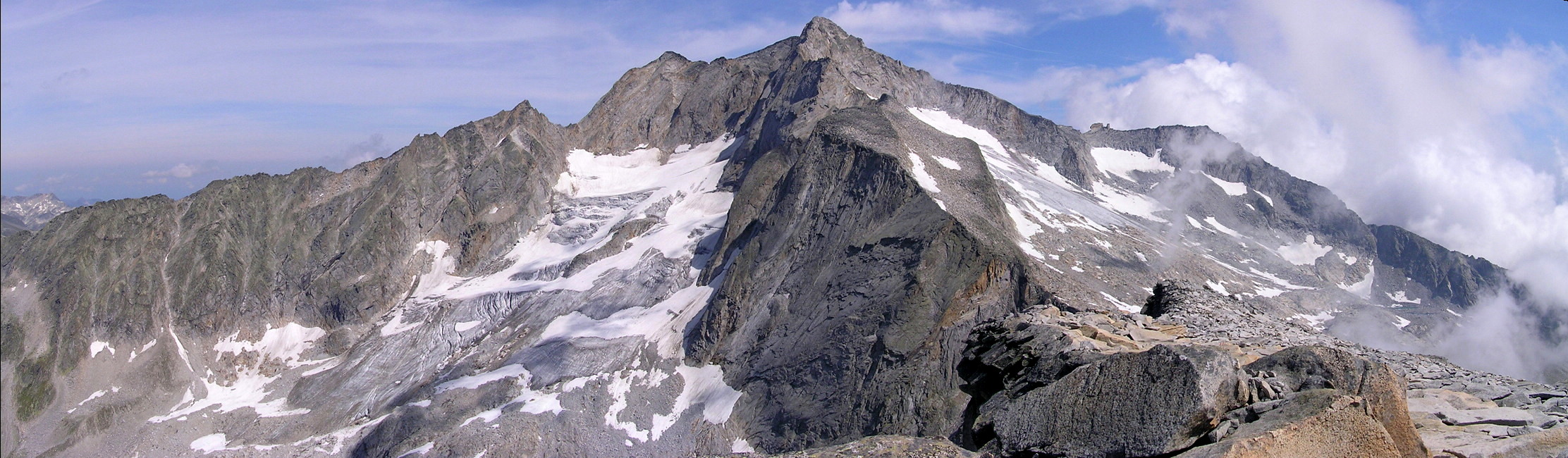
Hochalmspitze od jihozápadu